# 万家寨水利枢纽
万家寨水利枢纽位于黄河干流托克托至龙口峡谷河段，左岸隶属山西省偏关县，右岸隶属内蒙古自治区准格尔旗。
工程上游流域面积39.5万平方公里，总容量8.96亿立方米，调节库容4.45亿立方米。每年向内蒙古和山西供水14亿立方米。电站装机108万千瓦，年发电27.5亿度。工程于1993年立项，1994年底主体工程开工，1995年12月截流，1998年10月1日蓄水，1998年11月28日首台机组发电，2000年全部机组发电。
万家寨水利枢纽是一座以供水、发电为主，兼有防洪、防凌等效益的大型水利枢纽。